# August Matthias Hagen

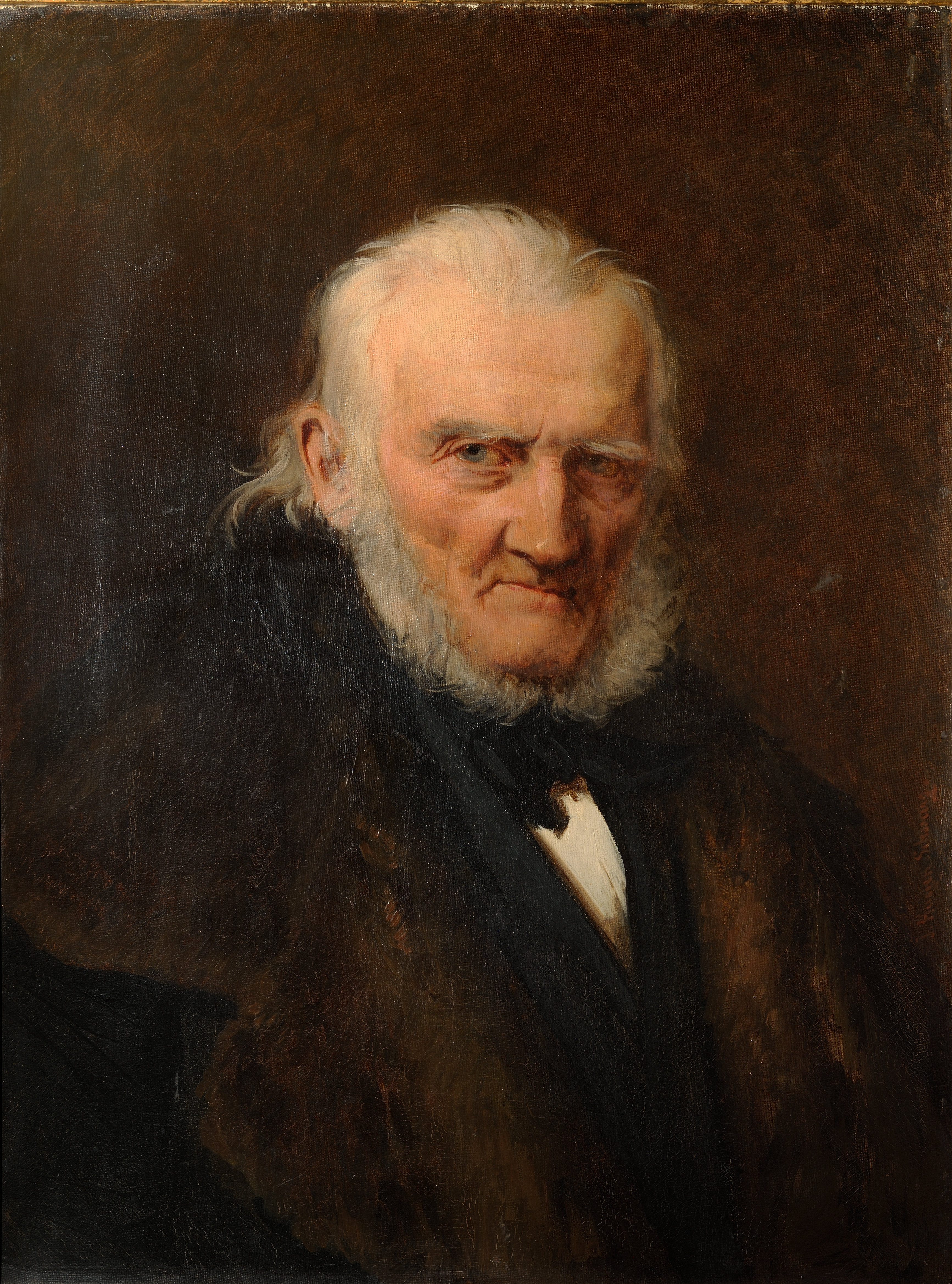
Porträt von August Matthias Hagen, gemalt von seiner Tochter Julie Wilhelmine Hagen-Schwarz

August Matthias Hagen (* 12. Februarjul. / 23. Februar 1794greg. in Vijciems, Gouvernement Livland; † 20. Novemberjul. / 2. Dezember 1878greg. in Tartu, Gouvernement Livland) war ein deutschbaltischer Maler und Grafiker.

## Leben

### Herkunft und Familie
August Matthias Hagen wurde im livländischen Vījciems (deutsch Wiezemhof), 20 Kilometer südlich der Stadt Valka (Walk), geboren. Sein Vater war Pächter einer Mühle. Die deutschbaltische Malerin Julie Wilhelmine Hagen-Schwarz und der Maler Alexander Hagen waren August Matthias Hagens Kinder.

### Werdegang
Durch einen Unfall in der Kindheit war Hagen auf einem Auge blind. Er besuchte zunächst die Kreisschule in Valka. Ab 1810 war er Malergeselle in Tartu (das damals Dorpat hieß). 1811 begann er im Grafikatelier des deutschen Künstlers Karl August Senff, der an der Kaiserlichen Universität Dorpat als Zeichenlehrer und Kupferstecher unterrichtete.

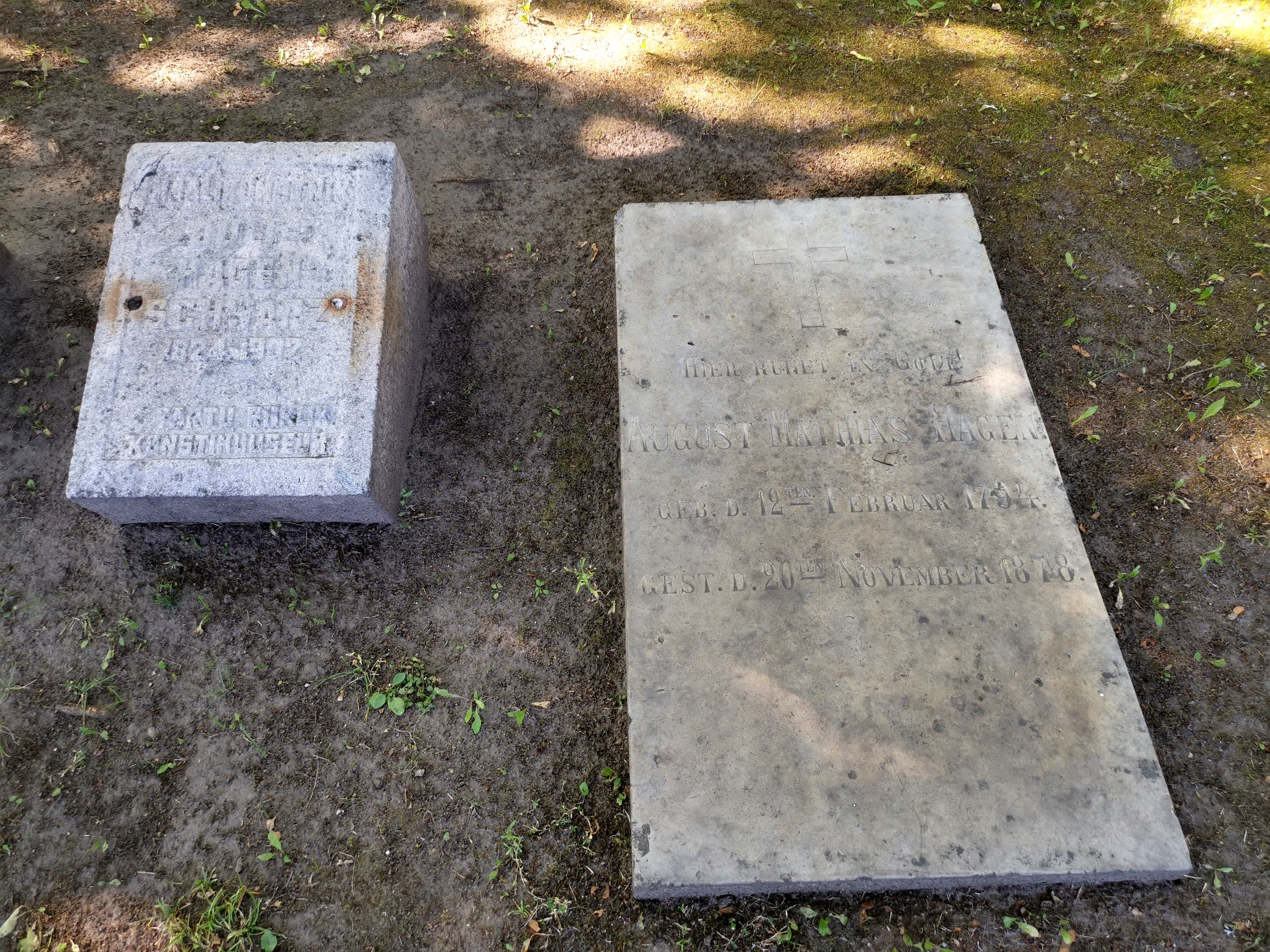
Gräber von August Matthias Schwarz (rechts) und seiner Tochter Julie auf dem Friedhof Tartu

1820 ging Hagen nach Deutschland, um seine künstlerischen Fähigkeiten weiterzuentwickeln. Vom Baltikum fuhr er mit dem Schiff nach Lübeck. Anschließend reiste er zu Fuß über Mecklenburg und Brandenburg nach Berlin, Dresden, Prag, Wien und Passau. Später besuchte er auf ausgedehnten Wanderungen Tirol, die Schweiz und Rom.
1824 kehrte Hagen nach Livland zurück. Ab 1826 war er in Dorpat am Jungengymnasium als Zeichenlehrer tätig, von 1829 bis 1832 auch am Mädchengymnasium. Zu seinen Schülern zählten Friedrich Sigismund Stern, Woldemar Friedrich Krüger und Hermann Eduard Hartmann.
1837 ernannte ihn die Akademie der Künste in der russischen Hauptstadt Sankt Petersburg zum „freien Künstler“. 1838 wurde Hagen Nachfolger Karl August Senffs an der Zeichenschule der Universität Dorpat. Hagen hatte das Amt bis 1851 inne, bevor er sich wegen seiner Sehschwäche von der offiziellen Lehrtätigkeit zurückzog.
August Matthias Hagen starb am 2. Dezember 1878 im Alter von 84 Jahren in Dorpat. Er fand seine letzte Ruhestätte auf dem Friedhof Raadi (Raadi kalmistu), dem größten Friedhof der Stadt. Dort ist sein Grab neben dem Grab seiner Tochter Julie Hagen-Schwarz erhalten.

## Werk
August Matthias Hagen arbeitete hauptsächlich an Stadt- und Landschaftsansichten in Sepia, Aquatinta und Mischtechnik. Motive der Alpen und das Werk Caspar David Friedrichs übten großen Einfluss auf ihn aus. In Hagens Werk verschwimmen die Einflüsse der klassizistischen Ideallandschaften mit der Romantik.
Das bekannteste Werk Hagens sind die sechs Ansichten in Aquatinta von Universitätsgebäuden in Dorpat. Sie erschienen anlässlich des 25. Jahrestages der Wiedereröffnung der Universität 1827/1828.
1832 fertigte Hagen verschiedene Ansichten aus Livland. Sie stellen unter anderem Karksi (Karkus), Keila-Joa (Schloss Fall) sowie Dorpat und seine Umgebung dar. 1835/1836 arbeitete Hagen an den Darstellungen einiger finnischer Inseln.

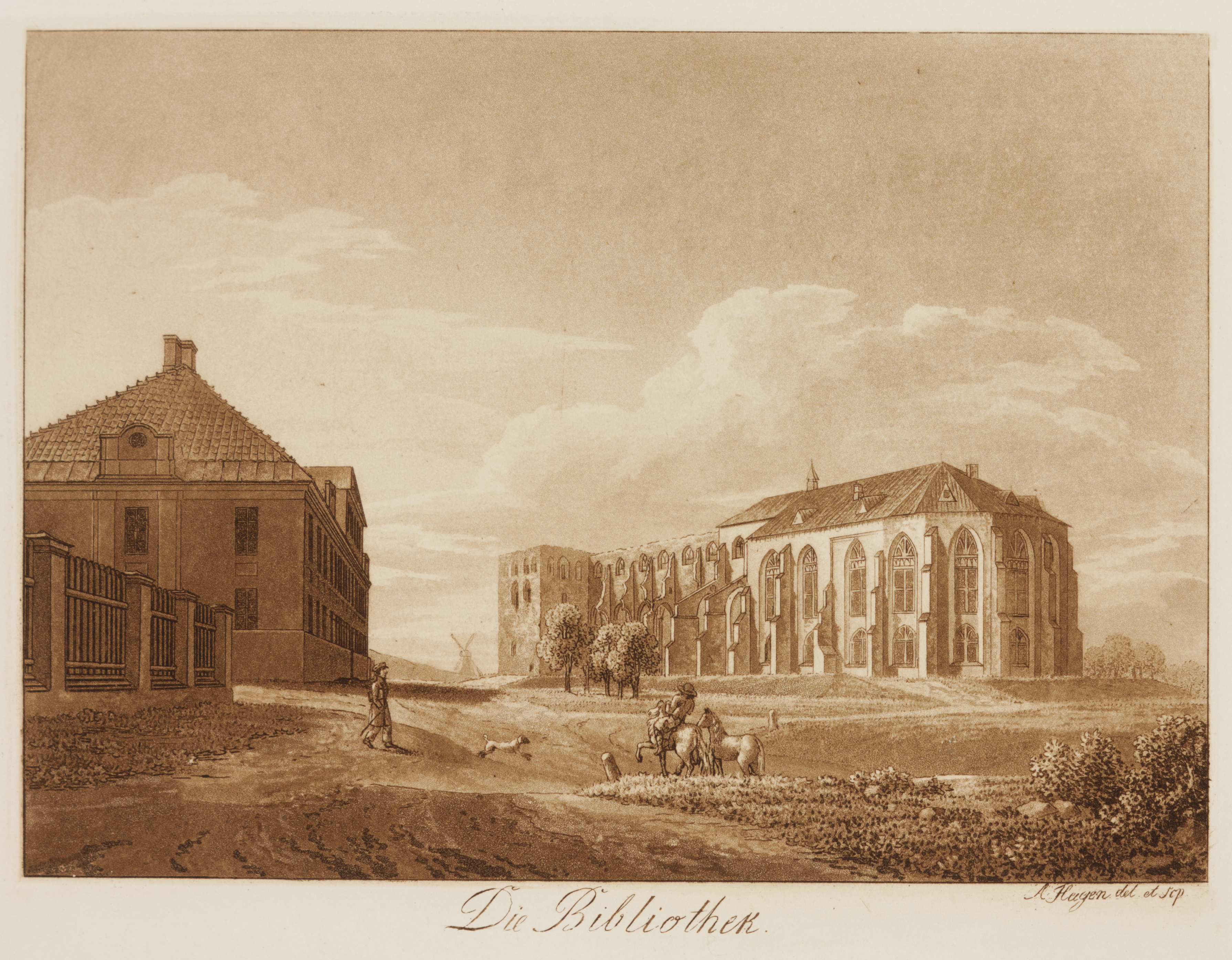
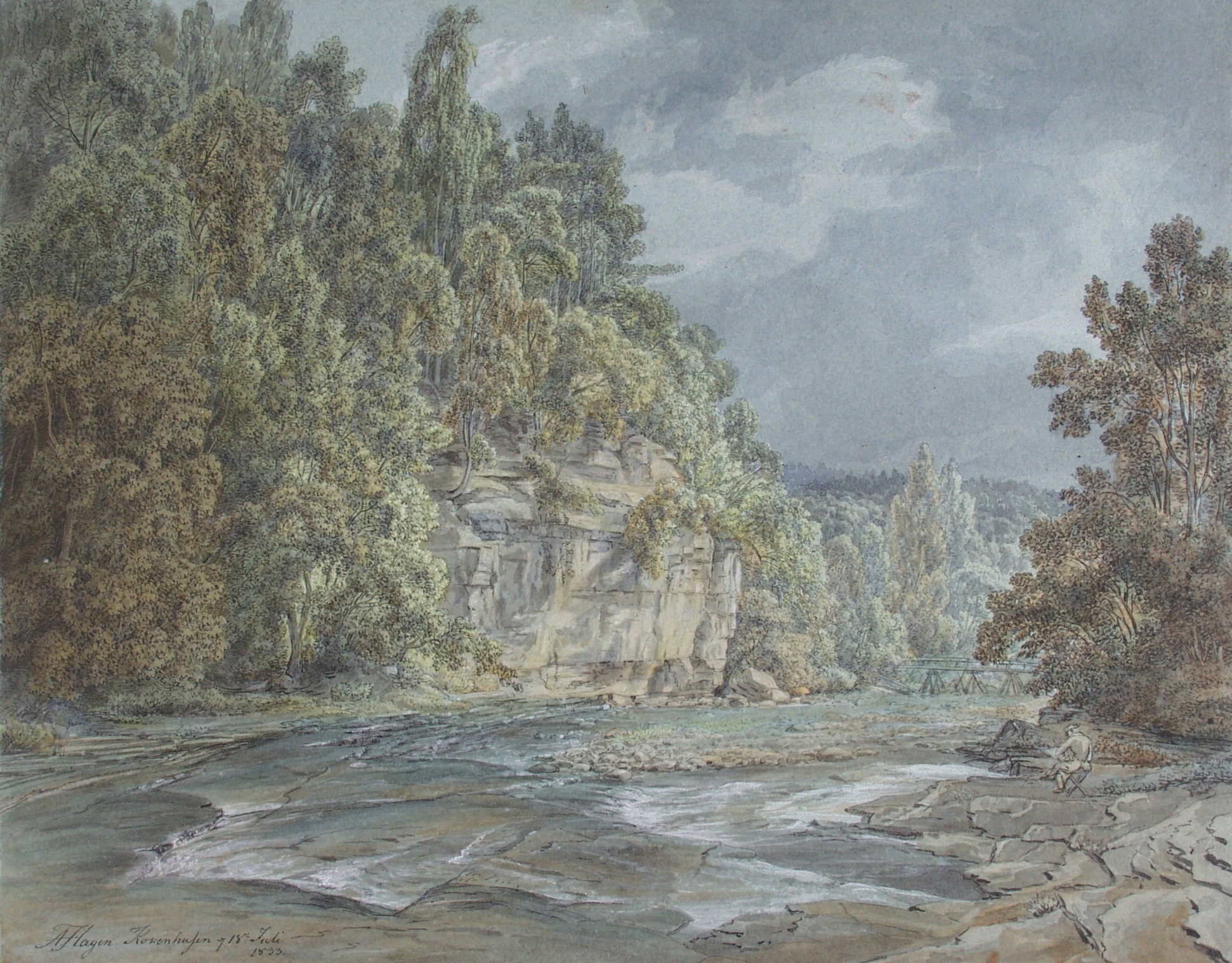
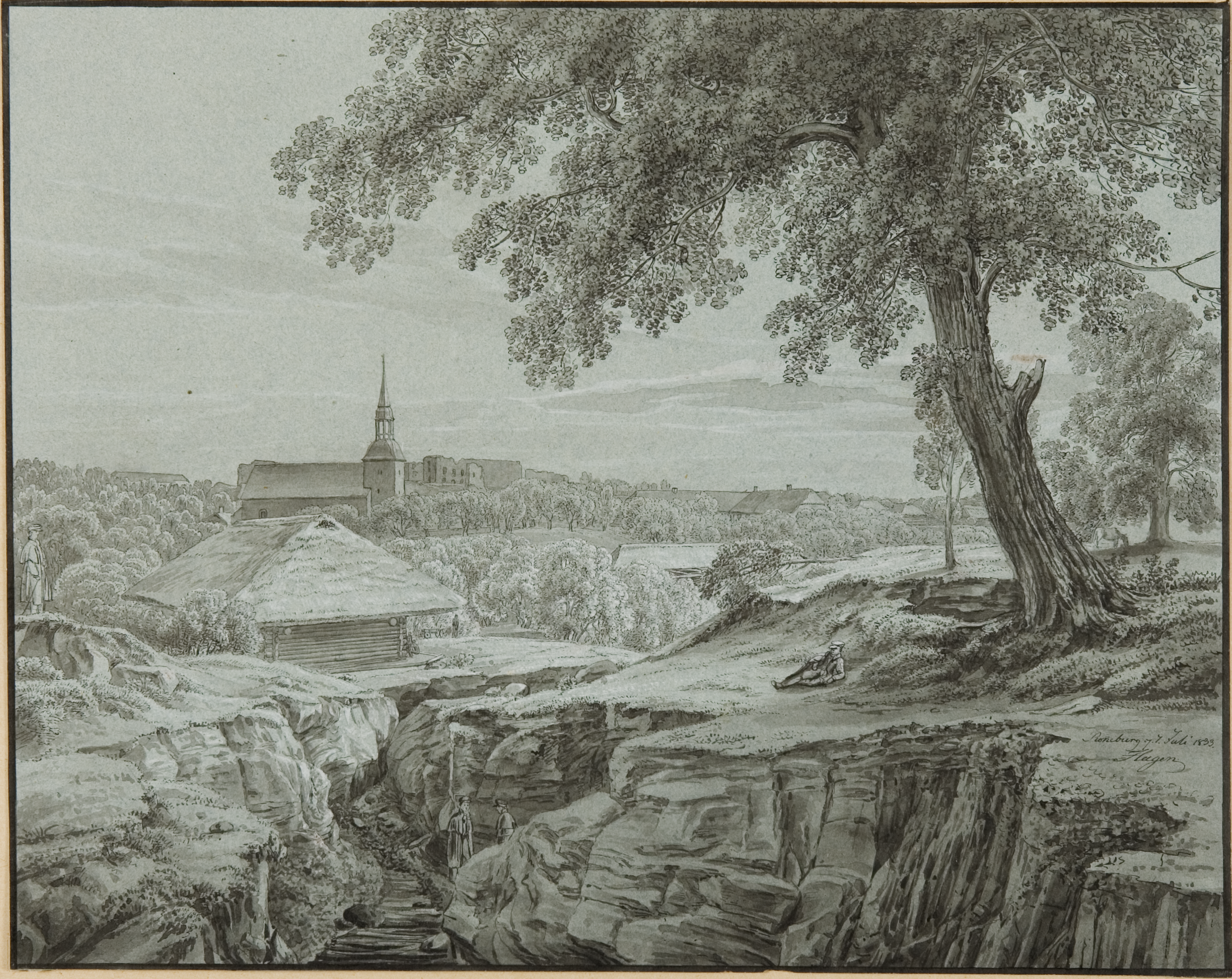
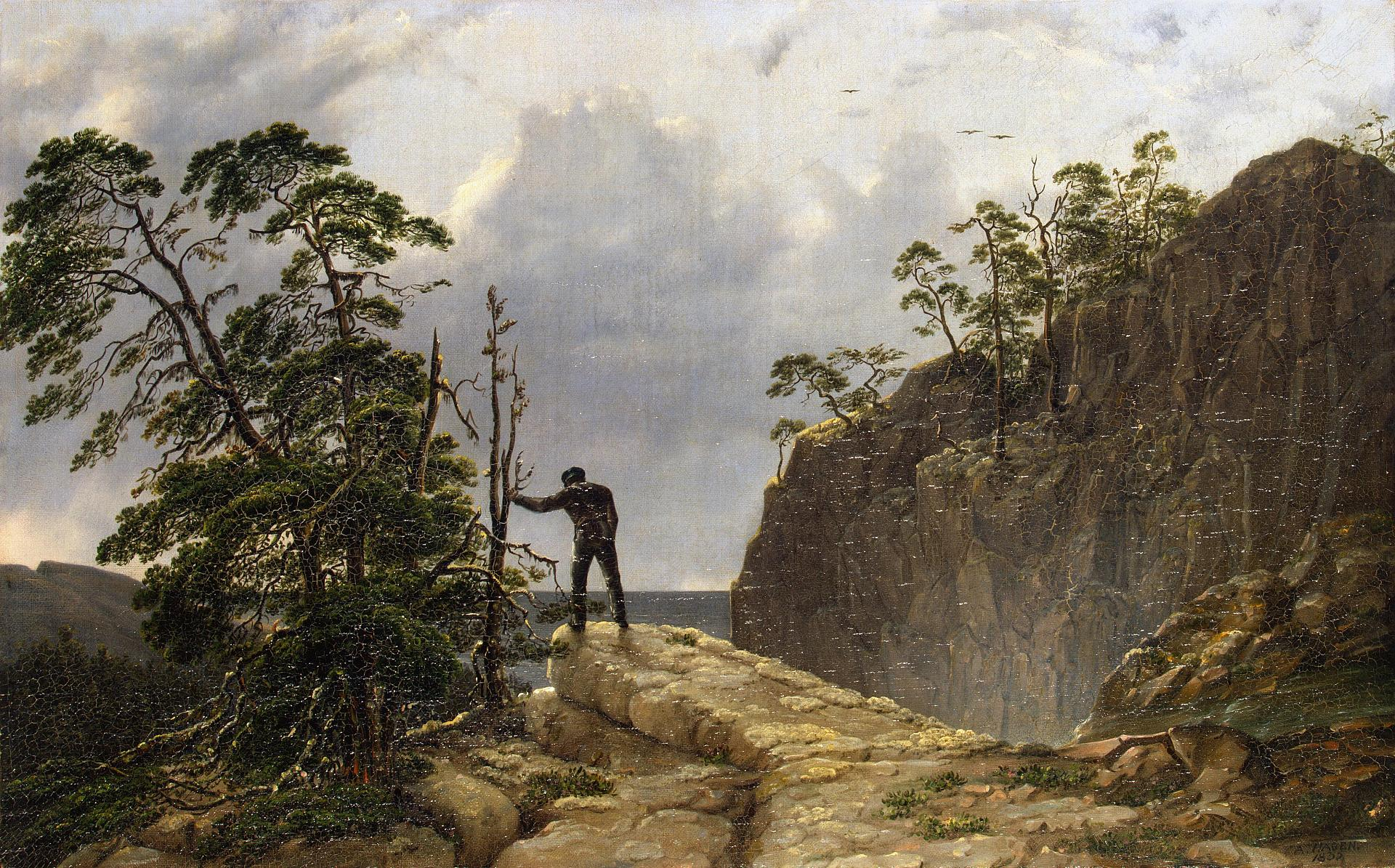
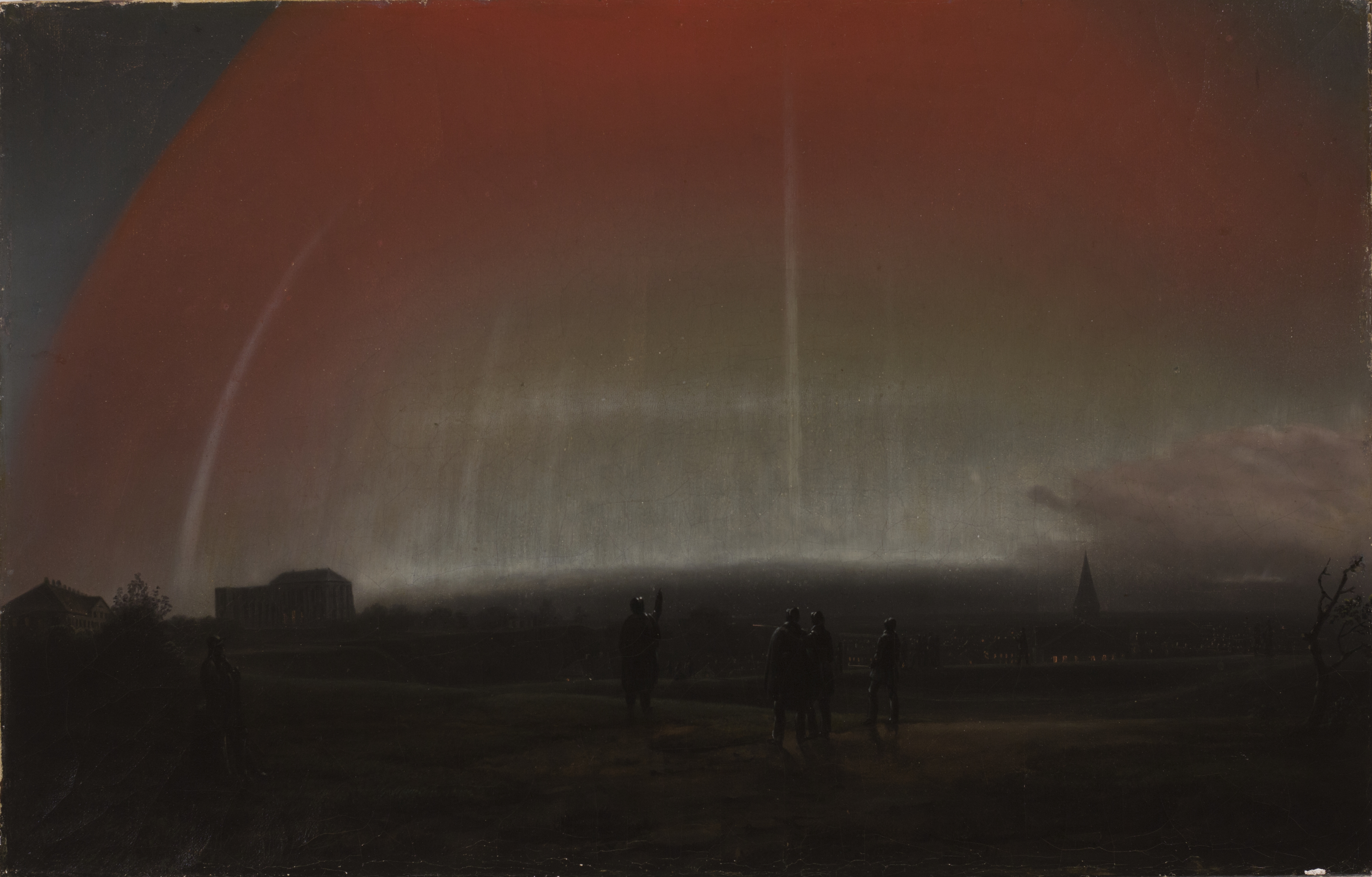
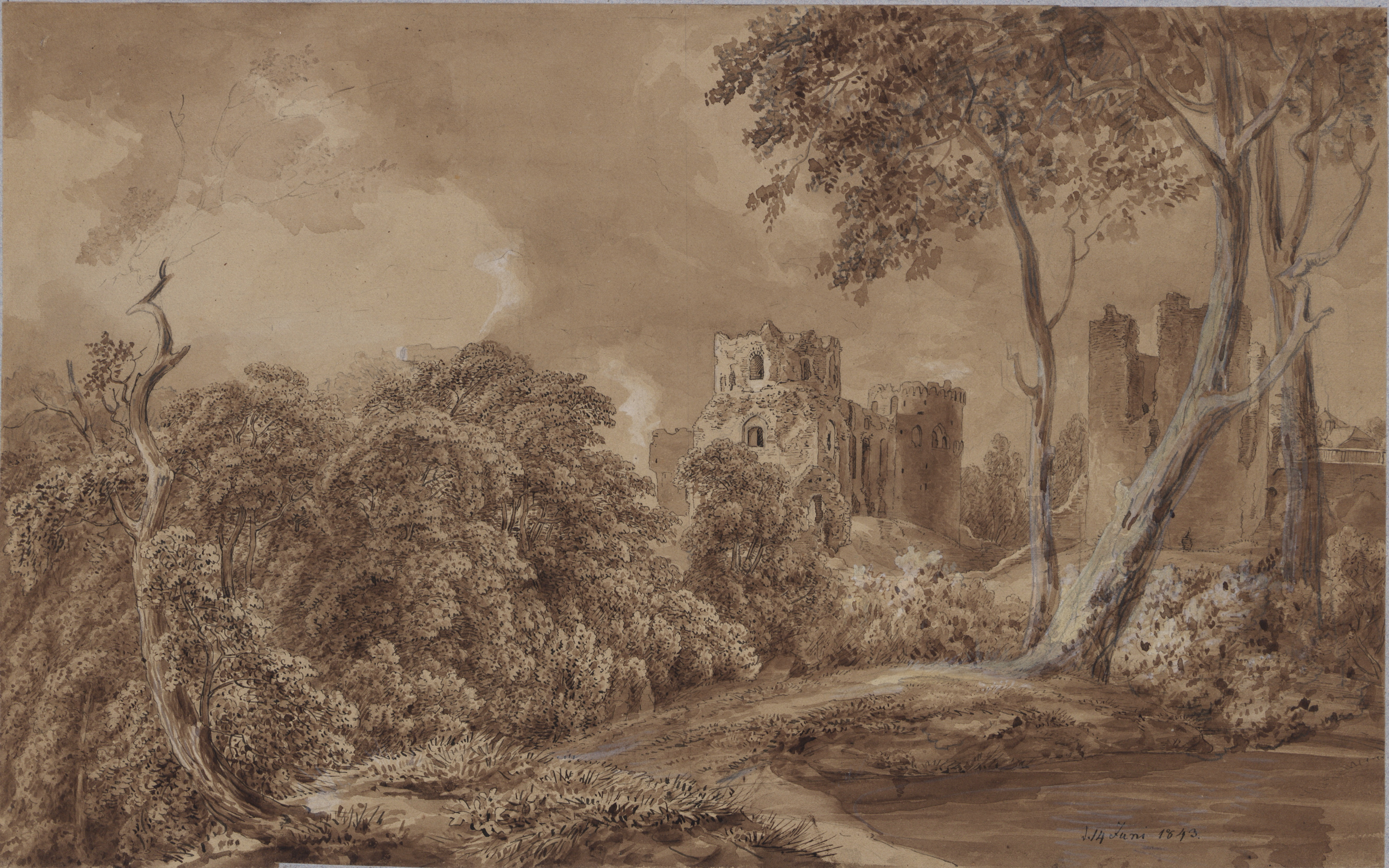